# Cacosternum rhythmum
Cacosternum rhythmum é uma espécie de anfíbio gimnofiono da família Pyxicephalidae. Está presente na África do Sul. A UICN classificou-a como pouco preocupante.